# Maurizio Fontanili
Maurizio Fontanili (Reggiolo, 22 settembre 1937) è un politico italiano, presidente della Provincia di Mantova dal 2001 al 2011.

## Biografia
Laureato in Medicina e Chirurgia, specializzato in chirurgia toracica e generale, è diventato medico primario all'età di 35 anni. Esponente della Democrazia Cristiana, ha aderito al Partito Popolare Italiano, di cui è stato presidente provinciale dal 1996 al 1999. ha aderito alla Margherita. Presidente della Provincia di Mantova dal 2001, poi riconfermato fino al 2011.
È stato eletto Presidente della Provincia nel turno elettorale del 2006 (elezioni del 28 - 29 maggio), raccogliendo il 53,5% dei voti in rappresentanza di una coalizione di centrosinistra.
È stato sostenuto, in Consiglio provinciale, da una maggioranza costituita da:
- L'Ulivo
- PRC
- Verdi
- Comunisti Italiani
- Rosa nel Pugno
- Italia dei Valori
- UDEUR

Il mandato amministrativo è scaduto nel 2011.